# Alt Bork

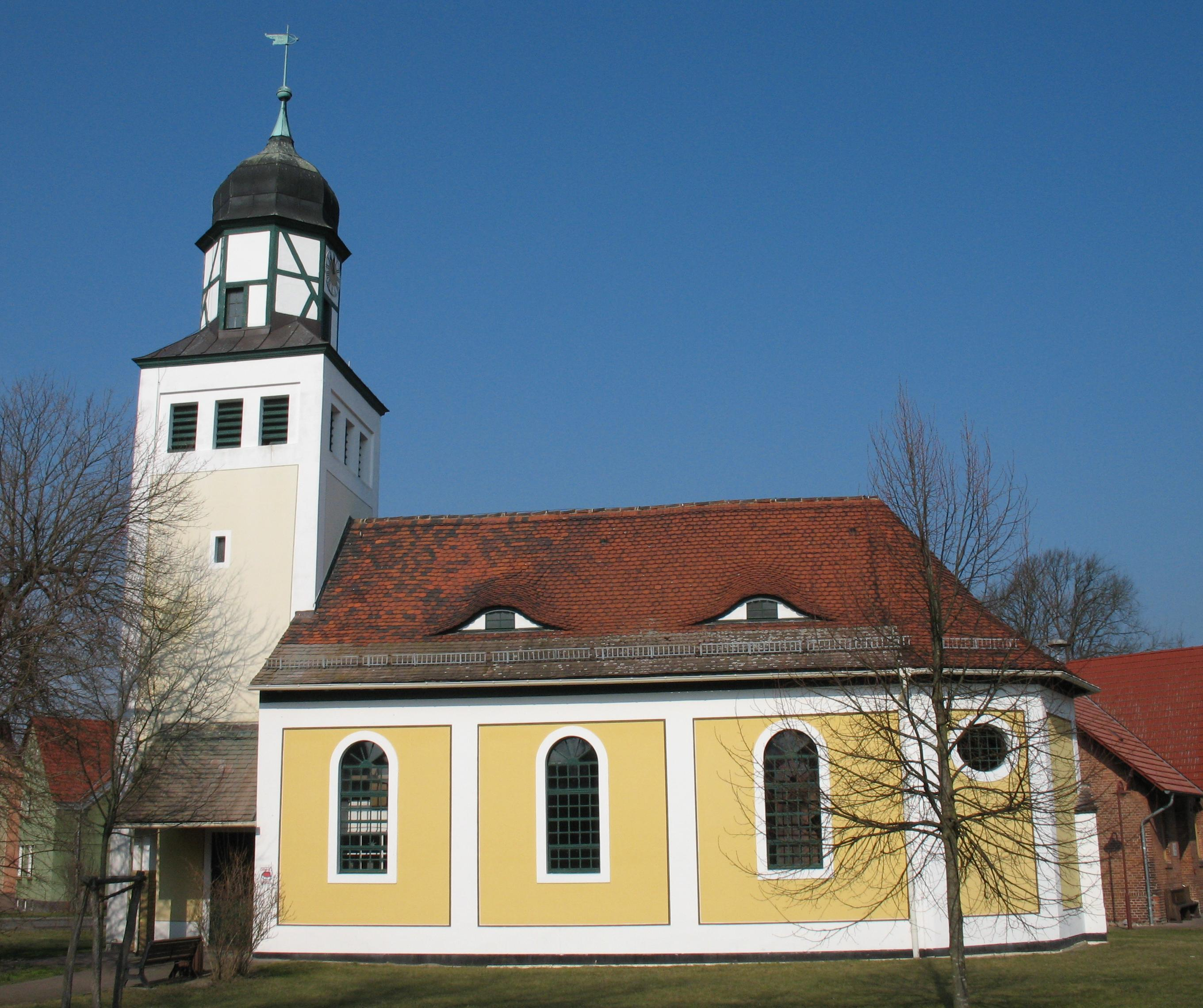
Dorfkirche Alt Bork

Alt Bork (bis Oktober 1937 amtlich Wendisch Bork) ist ein Ortsteil der amtsangehörigen Gemeinde Linthe im Landkreis Potsdam-Mittelmark in Brandenburg. Bis zum 1. Juli 2002 war Alt Bork eine eigenständige Gemeinde des Amtes Brück. Vom 1. Januar 1937 bis zum 31. Dezember 1945 war Alt Bork ein Ortsteil der Gemeinde Borkheide.

## Lage
Alt Bork liegt am Westrand des Naturparks Nuthe-Nieplitz und ist im Norden von weitreichenden Kiefernwäldern umgeben. Die Stadt Beelitz ist etwa zehn Kilometer entfernt, die Stadt Brück, in der sich der Sitz der Amtsverwaltung befindet, ist elf Kilometer entfernt. Umliegende Ortschaften sind Borkheide im Norden, die zu Beelitz gehörenden Dörfer Schäpe im Nordosten, Birkhorst im Osten und Buchholz im Südosten, Deutsch Bork im Süden, die Stadt Brück im Westen sowie Neuendorf im Nordwesten.
Das Dorf liegt an der Landesstraße 851 zwischen Lehnin und Treuenbrietzen. Die nördliche Gemarkungsgrenze ist mit dem Verlauf der Bundesstraße 246 zwischen Brück und Beelitz an dieser Stelle identisch. Außerdem verläuft die Bundesautobahn 9 unmittelbar nördlich von Alt Bork. Südlich des Ortes fließt der Neue Graben und östlich des Ortes der Schlalacher Mühlengraben.

## Geschichte
Das ursprüngliche Rundlingsdorf Alt Bork wurde erstmals im Jahr 1375 als Dorf im Landbuch der Mark Brandenburg erwähnt. Der Ortsname lautete damals Bork slavica, wobei der Zusatz slavica der Unterscheidung zu dem an gleicher Stelle erstmals erwähnten Dorf Bork teutonica, dem heutigen Deutsch Bork, dient. 1403 wurde der Ort als Wendischen Bork bezeichnet. Der Ortsname stammt aus dem Slawischen und beschreibt eine Siedlung in einem Nadelwald. Im Oktober 1937 wurde der Ortsname von den Nationalsozialisten aus ideologischen Gründen in Alt Bork geändert.
Historisch gesehen war Alt Bork ein Dorf des Zaucheschen Kreises, das sich im 17. Jahrhundert aus der in der Kurmark gelegenen Landschaft Zauche herausbildete. Nach dem Wiener Kongress kam es zu einer Gebietsreform, in deren Folge am 1. April 1817 der Landkreis Zauch-Belzig gegründet wurde. Dieser lag im Regierungsbezirk Potsdam in der preußischen Provinz Brandenburg. Bei einer Volkszählung des Regierungsbezirks im Jahr 1841 hatte Alt Bork 190 Einwohner. Die Kirche des Ortes gehörte als Filialkirche zu Neuendorf. Das Rittergut Alt Bork war damals im Besitz der Familie Brandt von Lindau auf Schmerwitz.
Am 1. Januar 1937 wurde Alt Bork zwangsweise nach Borkheide eingemeindet. Nach dem Ende des Zweiten Weltkrieges erlangte der Ort seine Eigenständigkeit als Gemeinde zurück, lag zunächst in der Sowjetischen Besatzungszone und wurde am 7. Oktober 1949 Teil der DDR, wo Alt Bork Teil des Landes Brandenburg war. Am 25. Juli 1952 wurde das Land Brandenburg sowie der Landkreis Zauch-Belzig aufgelöst und die Gemeinde Alt Bork kam in den Kreis Belzig im Bezirk Potsdam. Nach der Wende wurde der Kreis Belzig in Landkreis Belzig umbenannt, dieser fusionierte im Zuge der Kreisreform am 6. Dezember 1993 mit dem Landkreis Brandenburg und dem Landkreis Potsdam zum neuen Landkreis Potsdam-Mittelmark. Am 1. Juli 2002 wurde Alt Bork nach Linthe eingemeindet.

## Sehenswürdigkeiten
Die Dorfkirche Alt Bork wurde im Jahr 1910 im Stil der Heimatschutzarchitektur und des Neubarock errichtet. Teile der Ausstattung stammen aus der Zeit um 1700. Im Jahr 1961 erfolgte eine Sanierung der Kirche, 1992 wurde der hölzerne Altaraufsatz erneuert.

## Bevölkerungsentwicklung
| Jahr | Einwohner | Jahr | Einwohner | Jahr | Einwohner |
| ---- | --------- | ---- | --------- | ---- | --------- |
| 1875 | 216       | 1939 | o.A.      | 1981 | 157       |
| 1890 | 209       | 1946 | 196       | 1985 | 168       |
| 1910 | 229       | 1950 | 218       | 1989 | 159       |
| 1925 | 348       | 1964 | 180       | 1995 | 141       |
| 1933 | 190       | 1971 | 174       | 2001 | 155       |